# Негомож
Негомож (Негамож) — деревня в Московской области России. Входит в городской округ Коломна (ранее включалась в Заруденское сельское поселение Коломенского района). Население — 2493 чел. (2010).

## Этимология
Возможно от: nъgо 1. содержание кого или чего в особенной бережи 2. привольное, беззаботное житье 3. церковн.  нъговати - содержать в довольствии; нъегование - довольствие  (Корнеслов русского языка Федора Шимкевича , 1842г. , первая  часть, стр 160)  и  МОГу moch, mogh, mohz, moz... 1. быть в состоянии, в силах, иметь способность делать что 2. быть здоровым (Корнеслов русского языка Федора Шимкевича , 1842г. , первая часть, стр 146).   Что вполне может быть отображением богатых заливных лугов вокруг деревни, которые обеспечивали  зажиточность местных жителей, торговавших отличным сеном не только в Коломне, но и в самой Москве.
Или от общеславянского: negъ — как (что-л.), подобный (чему-л.) (т.1 стр. 620 Этимологический словарь русского языка Александра Преображенского);   не — словно, как, как бы (Этимологический словарь русского языка Макса Фасмера[страница не указана 3127 дней]) + (в разн.языках) moyn, maut, mudas, мыж, мыьж — омывать; погружённый в реку; болото; превращаемый в болото (Этимологический словарь русского языка Александра Преображенского[страница не указана 3127 дней]); (балтийские языки) muzga — болото, murga — река, muz’a — болото, топь (Этимологический словарь русского языка Макса Фасмера[страница не указана 3127 дней]).
Деревня расположена примерно в 1200—1500 метрах от реки Оки, между деревней и Окой низинные поля. Примерно раз в 10 — 15 лет (по наблюдениям в 1960 — 2008 гг.) в высокое половодье Ока заливает эти поля на 300—500 метров от Оки.
По мнению Б. Б. Вагнера, название деревни Негомож (в XVI веке — Негомошь) вначале могло звучать как Негомошье (ср. с однотипными по строению топонимами Беломошье,  Межумошье). Происходит, предположительно, от названия болота, реконструироемого как Негов (Негонов) Мох, где Негон — усечённая форма древнеславянских двухосновных имён Негомир или Негослав. Однако, топоним Негомошье мог и не иметь антропонимной основы, поскольку, как считает Т. А. Сидорова, первичное значение корня -нег- — «мокрый», лишь позднее он приобрёл смысл, зафиксированный в словах нежный, нега и др. Деревня  стоит на окраине Щуровско-Луховицкого бора, в котором и в наши дни осталось немало  заболоченных участков. Местность же вокруг Негоможа была осушена каналами уже в XX веке.

## История
Первые упоминания встречаются в 1560—1580 годах.
С 1876 года деревня Негомож приписана к селу Городец, принадлежащему архиерейскому дому.  До этого Негомож принадлежала приходу села Пироч(и).
"Кроме земледелия прихожане занимаются сенными работами: убирают сено на лугах, грузят на барки, подряжаются возить его зимой в Коломну, Егорьевск и даже Москву; дворов 10 в деревне Негомож занимаются плетением корзин для стеклянных заводов."
" ...по исстари заведенному обычаю платят в храмовой праздник и Пасху за молебен 20 - 80 к. и за молебен с водосвятием 40 - 50 коп.; а в праздники Рождества Христова и Крещения - по 5 к. со двора; при этом в дер. Негоможи еще дают по пирогу."
"Грамотность среди прихожан распространяется благодаря церковно - приходской школе в селе Городце (с 1881 года) и школе грамотности в деревне Негомож, существующей около 20 лет. Между прихожанами замечается холодность к церк. богослужению и вообще к вере; некоторые не бывают на исповеди по 10 - 15 лет. В деревне Негомож не бывает крестных ходов по полям; в селе Городце бывает только один 24 июня.
По данным "Сборников статистических сведений" 1882-1888 г.г. деревня "Негомож Пирочинской волости Зарайского уезда" Рязанской губернии принадлежала помещику Головину.
С 28.12.2006 входило в состав Макшеевского сельского округа Коломенского района Московской области с центром сельского округа в деревне Зарудня в соответствии с «Законом Московской области от 28 декабря 2006 г. № 250/2006-ОЗ „О разграничении муниципального имущества между Коломенским муниципальным районом и вновь образованными поселениями, входящими в его состав“ (принят постановлением Московской областной Думы от 27 декабря 2006 г. № 8/204-П)
С 29.01.2007 входит в состав сельского поселения Заруденское Коломенского муниципального района Московской области (в соответствии с Постановлением Губернатора Московской области от 29 января 2007 г. № 10-ПГ „Об учётных данных административно-территориальных и территориальных единиц Московской области“ (с изм. и доп. от 15 марта, 3 апреля 2007 г.)
Во время Великой Отечественной войны в ноябре 1941 г. в лесу между селениями Негомож и Городец была создана база партизанского отряда, сформированного из жителей Коломны.

## Население
| 2002 | 2006 | 2010  |
| ---- | ---- | ----- |
| 85   | ↗107 | ↗2493 |

Постоянное население по состоянию на 2001 год — 133 жителя.

## Улицы, организации, предприятия, кооперативы

### Улицы
- ул. Центральная, ул. Луговая ,ул. Новая.

### Садоводческие товарищества
Садоводческое товарищество „Негомож“ (140479, МОСКОВСКАЯ ОБЛАСТЬ, КОЛОМЕНСКИЙ РАЙОН, Д. НЕГОМОЖ)
Садоводческое товарищество „Пирочи“ (д. Негомож)
Садоводческое товарищество „Транспортник“ (недалеко от дер. Негомож).
Экология и земля в этом районе хорошая и ценится как местными жителями, так и приезжими, в последние годы стали пользоваться популярностью среди москвичей. Цены на земли и строения в этом районе и в ближайшем окружении в среднем в 1,6 — 2 раза были выше среднего по региону для данной километровой зоны до прокладки газопровода. А с учётом подключения к магистральному газу 2010—2011, цены повысились ещё.

## Транспорт и коммуникации

### Автобусное сообщение
№ 32 Коломна (а/в Голутвин) — Городец
№ 59 маршрута Коломна (а/в Голутвин) — Сосновый Бор

### Коммуникации
— подъездные дороги и улицы заасфальтированы, в сторону Оки, леса, озёр (1 — 2 км.) проселочные дороги хорошего качества.
— деревня электрифицирована
— деревня газифицирована, 2010—2011 подведен магистральный газ. Создано НП „Негомож-Газ“.
— имеется возможность установки (подключения) стационарного телефона
— на отдельных домах в деревне установлены телевизионные эфирные и спутниковые антенны: НТВ Плюс, Триколор ТВ, Радуга ТВ, Орион Экспресс , Astra, HotBird, Sirius , TurkSat, также осуществляется установка антенн без абонентской платы, прокладка и ремонт ТВ кабеля.

## Известные люди связанные с деревней
Предки народного художника России Михаила Георгиевича Абакумова по отцовской линии — Егорьевские купцы — старообрядцы обосновались в деревне Негомож на Оке»

### Жители д. Негомож репрессированые в довоенные годы
Кузнецов Иван Никитович, 1898 г.р., русский, м.р. ст. Негамож, Коломенский район, Московская область, заключенный Ухтпечлага НКВД СССР. Арестован 29.12.1937 г. Осужден 11.01.1938 г. «тройкой» при УНКВД Архангельской области по ст. 58-10 УК РСФСР к высшей мере наказания.
Фадеев Федор Григорьевич 1898 Московская обл., Коломенский р-н, дер. Негамож русский низшее, б/п,1898, Расстр. 25.10.37 — Бутовский полигон
Черкасов Александр Сергеевич, 1899, м.р.: МО, Коломенский р., д. Негамож. Расстр. 25.10.37 — Бутовский полигон
Черкасов Сергей Сергеевич, 1909, м.р.: МО, Коломенский р., д. Негамож. Расстр. 25.10.37 — - Бутовский полигон

## Достопримечательности вблизи деревни Негомож

### Памятники природы
1. «Озеро Ситное с водяным орехом»
2. «Озеро Осетриное с водяным орехом»

Для защиты озера Ситного и его обитателей  - главная ценность озера наряду с редким водяным орехом – обитающий на нем черный коршун - введен с мая 2017 особый режим охраны, запрещающий в пределах памятника природы любое изменение гидрологического режима, выпас скота, применение химпрепаратов, разведение костров и устройство туристических стоянок, а также сбор растений.

### Проектируемые заказники
1. «Верховое болото с прилегающими лесами в Ольшанском лесничестве»
2. «Широколиственные леса южной части Лелечского лесничества»
3. "Урочище «[www.geocaching.su/?pn=101&cid=615 Чертов угол]» - "птичий и рыбий рай", и имеющее у местных жителей славу нехорошего места из-за  захороненного тут древнего идола и растущих камней вокруг него;
4. «Дединовская пойма»;
5. «Матренино болото»;
6. «Нагорный широколиственный лес с колонией серых цапель у пос. Фруктовая Луховицкого района»

## Природа
Деревня Негомож расположена в живописном месте с заливными лугами и рекой Окой (1-2 км).
Граничит (и частью входит в неё) с Природной экологической территорией Приокско-Мещерский природный массив

## Рыбалка
В реке Оке у деревни Негомож -  богатый рыбой Негоможский затон, и в заливе у деревни Городец хорошо ловится спиннингом щука, судак, жерех.

## Природные катастрофы
Деревня пострадала в конце июля 2010 года от лесного пожара, пик пожаров 28 — 29 июля: огнём уничтожено по разным данным от 4 до 8 домов и построек, 12 жителей были эвакуированы. Хотя постановление о введении чрезвычайной ситуации введено только 30 июля: «В связи со сложной пожароопасной обстановкой на территории Коломенского района и возможной угрозой жизни населения, объектам экономики и жизнеобеспечения глава района Н. М. Оттясов издал постановление о введении чрезвычайной ситуации на территории района с 30 июля 2010 года.»
Ещё в течение примерно 2х недель деревня была затянута дымом и смогом от окрестных лесных пожаров.
Видеоролик: Пожар в деревне Негомож Коломенского района Московской области http://kino.tr200.ru/v.php?id= 149698